# Liste des Premiers ministres d'Israël
Ceci est une liste chronologique des personnes ayant occupé le poste de Premier ministre d'Israël.

## Liste
| N°  | Portrait                                   | Nom (naissance-mort)                                    | Dates du mandat — Élections | Dates du mandat — Élections | Gouvernement  | Parti politique | Notes Faits marquants                                                             | Réf.  |
| --- | ------------------------------------------ | ------------------------------------------------------- | --------------------------- | --------------------------- | ------------- | --------------- | --------------------------------------------------------------------------------- | ----- |
| 1   |                                            | David Ben Gourion (David Grün) (1886-1973)              | 10 mai 1948                 | 10 mars 1949                | Provisoire    | Mapaï           |                                                                                   |       |
| 1   | 10 mars 1949                               | David Ben Gourion (David Grün) (1886-1973)              | 30 octobre 1950             | Ben Gourion I               |               | Mapaï           |                                                                                   |       |
| 1   | 1 novembre 1950                            | David Ben Gourion (David Grün) (1886-1973)              | 8 octobre 1951              | Ben Gourion II              |               | Mapaï           |                                                                                   |       |
| 1   | 8 octobre 1951                             | David Ben Gourion (David Grün) (1886-1973)              | 24 décembre 1952            | Ben Gourion III             |               | Mapaï           |                                                                                   |       |
| 1   | 24 décembre 1952                           | David Ben Gourion (David Grün) (1886-1973)              | 26 janvier 1954             | Ben Gourion IV              |               | Mapaï           |                                                                                   |       |
| 1   | 1949 et 1951                               | David Ben Gourion (David Grün) (1886-1973)              |                             |                             |               | Mapaï           |                                                                                   |       |
| 2   |                                            | Moshé Sharett (Moshé Shertok) (1894-1965)               | 26 janvier 1954             | 29 juin 1955                | Sharett I     | Mapaï           |                                                                                   |       |
| 2   | 29 juin 1955                               | Moshé Sharett (Moshé Shertok) (1894-1965)               | 3 novembre 1955             | Sharett II                  |               | Mapaï           |                                                                                   |       |
| 2   | —                                          | Moshé Sharett (Moshé Shertok) (1894-1965)               |                             |                             |               | Mapaï           |                                                                                   |       |
| (1) |                                            | David Ben Gourion (David Gruen) (1886-1973)             | 3 novembre 1955             | 7 janvier 1958              | Ben Gourion V | Mapaï           |                                                                                   |       |
| (1) | 7 janvier 1958                             | David Ben Gourion (David Gruen) (1886-1973)             | 17 décembre 1959            | Ben Gourion VI              |               | Mapaï           |                                                                                   |       |
| (1) | 17 décembre 1959                           | David Ben Gourion (David Gruen) (1886-1973)             | 2 novembre 1961             | Ben Gourion VII             |               | Mapaï           |                                                                                   |       |
| (1) | 2 novembre 1961                            | David Ben Gourion (David Gruen) (1886-1973)             | 26 juin 1963                | Ben Gourion VIII            |               | Mapaï           |                                                                                   |       |
| (1) | 1955, 1959 et 1961                         | David Ben Gourion (David Gruen) (1886-1973)             |                             |                             |               | Mapaï           |                                                                                   |       |
| 3   |                                            | Levi Eshkol (Levi Shkolnik) (1895-1969)                 | 26 juin 1963                | 22 décembre 1964            | Eshkol I      | Mapaï           |                                                                                   |       |
| 3   | 22 décembre 1964                           | Levi Eshkol (Levi Shkolnik) (1895-1969)                 | 12 janvier 1966             | Eshkol II                   |               | Mapaï           |                                                                                   |       |
| 3   | 12 janvier 1966                            | Levi Eshkol (Levi Shkolnik) (1895-1969)                 | 26 février 1969 †           | Eshkol III                  | HaAvoda       |                 |                                                                                   |       |
| 3   | 1965                                       | Levi Eshkol (Levi Shkolnik) (1895-1969)                 |                             |                             | HaAvoda       |                 |                                                                                   |       |
| –   |                                            | Yigal Allon (Yigal Peikowitz) (1918-1980), Intérim      | 26 février 1969             | 17 mars 1969                | Eshkol III    | HaAvoda         | Premier ministre par intérim à la suite de la mort de Levi Eshkol                 |       |
| –   | —                                          | Yigal Allon (Yigal Peikowitz) (1918-1980), Intérim      |                             |                             |               | HaAvoda         | Premier ministre par intérim à la suite de la mort de Levi Eshkol                 |       |
| 4   |                                            | Golda Meir (Golda Mabovitch Meirson) (1898-1978)        | 17 mars 1969                | 15 décembre 1969            | Meir I        | HaAvoda         |                                                                                   |       |
| 4   | 15 décembre 1969                           | Golda Meir (Golda Mabovitch Meirson) (1898-1978)        | 10 mars 1974                | Meir II                     |               | HaAvoda         |                                                                                   |       |
| 4   | 10 mars 1974                               | Golda Meir (Golda Mabovitch Meirson) (1898-1978)        | 3 juin 1974                 | Meir III                    |               | HaAvoda         |                                                                                   |       |
| 4   | 1969 et 1973                               | Golda Meir (Golda Mabovitch Meirson) (1898-1978)        |                             |                             |               | HaAvoda         |                                                                                   |       |
| 5   |                                            | Yitzhak Rabin (Yitzhak Robitsov) (1922-1995)            | 3 juin 1974                 | 20 juin 1977                | Rabin I       | HaAvoda         |                                                                                   | [ 1 ] |
| 5   | —                                          | Yitzhak Rabin (Yitzhak Robitsov) (1922-1995)            |                             |                             |               | HaAvoda         |                                                                                   | [ 1 ] |
| 6   |                                            | Menahem Begin (Mieczysław Biegun) (1913-1992)           | 20 juin 1977                | 5 août 1981                 | Begin I       | Hérout          |                                                                                   |       |
| 6   | 5 août 1981                                | Menahem Begin (Mieczysław Biegun) (1913-1992)           | 10 octobre 1983             | Begin II                    |               | Hérout          |                                                                                   |       |
| 6   | 1977 et 1981                               | Menahem Begin (Mieczysław Biegun) (1913-1992)           |                             |                             |               | Hérout          |                                                                                   |       |
| 7   |                                            | Yitzhak Shamir (Içchak Jesernaky) (1915-2012)           | 10 octobre 1983             | 13 septembre 1984           | Shamir I      | Hérout          |                                                                                   |       |
| 7   | —                                          | Yitzhak Shamir (Içchak Jesernaky) (1915-2012)           |                             |                             |               | Hérout          |                                                                                   |       |
| 8   |                                            | Shimon Peres (Szymon Perski) (1923-2016)                | 13 septembre 1984           | 20 octobre 1986             | Peres I       | HaAvoda         |                                                                                   |       |
| 8   | 1984                                       | Shimon Peres (Szymon Perski) (1923-2016)                |                             |                             |               | HaAvoda         |                                                                                   |       |
| (7) |                                            | Yitzhak Shamir (Içchak Jesernaky) (1915-2012)           | 20 octobre 1986             | 22 décembre 1988            | Shamir II     | Hérout          |                                                                                   |       |
| (7) | 22 décembre 1988                           | Yitzhak Shamir (Içchak Jesernaky) (1915-2012)           | 11 juin 1990                | Shamir III                  | Likoud        |                 |                                                                                   |       |
| (7) | 11 juin 1990                               | Yitzhak Shamir (Içchak Jesernaky) (1915-2012)           | 13 juin 1992                | Shamir III                  | Likoud        |                 |                                                                                   |       |
| (7) | 1988                                       | Yitzhak Shamir (Içchak Jesernaky) (1915-2012)           |                             |                             | Likoud        |                 |                                                                                   |       |
| (5) |                                            | Yitzhak Rabin (Yetzhak Robitsov) (1922-1995)            | 13 juillet 1992             | 4 novembre 1995 †           | Rabin II      | HaAvoda         |                                                                                   |       |
| (5) | 1992                                       | Yitzhak Rabin (Yetzhak Robitsov) (1922-1995)            |                             |                             |               | HaAvoda         |                                                                                   |       |
| (8) |                                            | Shimon Peres (Szymon Perski) (1923-2016)                | 4 novembre 1995             | 22 novembre 1995            | Rabin II      | HaAvoda         | Par intérim du 4 au 22 novembre 1995 à la suite de l'assassinat de Yitzhak Rabin. |       |
| (8) | 22 novembre 1995                           | Shimon Peres (Szymon Perski) (1923-2016)                | 18 juin 1996                | Peres II                    |               | HaAvoda         | Par intérim du 4 au 22 novembre 1995 à la suite de l'assassinat de Yitzhak Rabin. |       |
| (8) | —                                          | Shimon Peres (Szymon Perski) (1923-2016)                |                             |                             |               | HaAvoda         | Par intérim du 4 au 22 novembre 1995 à la suite de l'assassinat de Yitzhak Rabin. |       |
| 9   |                                            | Benyamin Netanyahou (Benjamin Mileikowsky) (né en 1949) | 18 juin 1996                | 6 juin 1999                 | Netanyahou I  | Likoud          |                                                                                   |       |
| 9   | 1996                                       | Benyamin Netanyahou (Benjamin Mileikowsky) (né en 1949) |                             |                             |               | Likoud          |                                                                                   |       |
| 10  |                                            | Ehud Barak (Ehud Brug) (né en 1942)                     | 6 juin 1999                 | 7 mars 2001                 | Barak         | HaAvoda         |                                                                                   |       |
| 10  | 1999                                       | Ehud Barak (Ehud Brug) (né en 1942)                     |                             |                             |               | HaAvoda         |                                                                                   |       |
| 11  |                                            | Ariel Sharon (Ariel Scheirenman) (1928-2014)            | 7 mars 2001                 | 28 février 2003             | Sharon I      | Likoud          |                                                                                   |       |
| 11  | 28 février 2003                            | Ariel Sharon (Ariel Scheirenman) (1928-2014)            | 21 novembre 2005            | Sharon II                   |               | Likoud          |                                                                                   |       |
| 11  | 21 novembre 2005                           | Ariel Sharon (Ariel Scheirenman) (1928-2014)            | 4 janvier 2006              | Sharon II                   | Kadima        |                 |                                                                                   |       |
| 11  | 2001 et 2003                               | Ariel Sharon (Ariel Scheirenman) (1928-2014)            |                             |                             | Kadima        |                 |                                                                                   |       |
| 12  |                                            | Ehud Olmert (né en 1945)                                | 4 janvier 2006              | 14 avril 2006               | Sharon II     | Kadima          | Intérim du 4 janvier au 14 avril 2006 à la suite du coma de Ariel Sharon          |       |
| 12  | 14 avril 2006                              | Ehud Olmert (né en 1945)                                | 4 mai 2006                  |                             | Sharon II     | Kadima          | Intérim du 4 janvier au 14 avril 2006 à la suite du coma de Ariel Sharon          |       |
| 12  | 4 mai 2006                                 | Ehud Olmert (né en 1945)                                | 31 mars 2009                | Olmert                      |               | Kadima          | Intérim du 4 janvier au 14 avril 2006 à la suite du coma de Ariel Sharon          |       |
| 12  | 2006                                       | Ehud Olmert (né en 1945)                                |                             |                             |               | Kadima          | Intérim du 4 janvier au 14 avril 2006 à la suite du coma de Ariel Sharon          |       |
| (9) |                                            | Benyamin Netanyahou (Benjamin Mileikowsky) (né en 1949) | 31 mars 2009                | 18 mars 2013                | Netanyahou II | Likoud          |                                                                                   |       |
| (9) | 18 mars 2013                               | Benyamin Netanyahou (Benjamin Mileikowsky) (né en 1949) | 14 mai 2015                 | Netanyahou III              |               | Likoud          |                                                                                   |       |
| (9) | 14 mai 2015                                | Benyamin Netanyahou (Benjamin Mileikowsky) (né en 1949) | 17 mai 2020                 | Netanyahou IV               |               | Likoud          |                                                                                   |       |
| (9) | 17 mai 2020                                | Benyamin Netanyahou (Benjamin Mileikowsky) (né en 1949) | 13 juin 2021                | Netanyahou V                |               | Likoud          |                                                                                   |       |
| (9) | 2009, 2013, 2015, 04/2019, 09/2019 et 2020 | Benyamin Netanyahou (Benjamin Mileikowsky) (né en 1949) |                             |                             |               | Likoud          |                                                                                   |       |
| 13  |                                            | Naftali Bennett (né en 1972)                            | 13 juin 2021                | 30 juin 2022                | Bennett-Lapid | Yamina          |                                                                                   |       |
| 13  | 2021                                       | Naftali Bennett (né en 1972)                            |                             |                             |               | Yamina          |                                                                                   |       |
| 14  |                                            | Yaïr Lapid (Yaïr Lampel) (né en 1963)                   | 1 juillet 2022              | 29 décembre 2022            | Bennett-Lapid | Yesh Atid       |                                                                                   |       |
| 14  | —                                          | Yaïr Lapid (Yaïr Lampel) (né en 1963)                   |                             |                             |               | Yesh Atid       |                                                                                   |       |
| (9) |                                            | Benyamin Netanyahou (Benjamin Mileikowsky) (né en 1949) | 29 décembre 2022            | En fonction                 | Netanyahou VI | Likoud          |                                                                                   |       |
| (9) | 2022                                       | Benyamin Netanyahou (Benjamin Mileikowsky) (né en 1949) |                             |                             |               | Likoud          |                                                                                   |       |

## Différentes observations

### Records
Ces records ne prennent pas en compte les mandats par intérim.
- Mandat le plus long: Benyamin Netanyahou (12 ans, 2 mois et 13 jours).
- Mandat le plus court: Yaïr Lapid (5 mois et 28 jours).
- Plus grand nombre de mandats: Benyamin Netanyahou (3 mandats).
- Plus jeune au moment de sa nomination: Benyamin Netanyahou (à 46 ans).
- Plus âgé au moment de sa nomination: Benyamin Netanyahou (à 73 ans).
- Premier ministre mort le plus jeune: Moshé Sharett (à 70 ans).
- Premier ministre mort le plus vieux: Yitzhak Shamir (à 96 ans).

### Décès pendant le mandat
- Levi Eshkol, mort le 26 février 1969.
- Yitzhak Rabin, assassiné le 4 novembre 1995.

### Autre
- Golda Meir, première et seule femme à ce jour.

## Note et référence
1. ↑  Shimon Peres a officieusement occupé la fonction de premier ministre par intérim du 22 avril au 20 juin 1977